# هاميانغ داي غن
الأمير العظيم هاميانغ (함양대군 | 咸陽大君) هو الابن السابع لإغجو ملك جوسون (익조). اسمه الشخصي هو : إي جون (이전 | 李腆). في 3 ديسمبر 1872 (السنة التاسعة من حكم الملك غوجونغ) أعطي لقب بعد الوفاة (تشوجون) .

## حياته
هو الابن السابع لإغجو ملك جوسون (익조) من زوجته الملكة جونغسغ (정숙왕후 영흥최씨), تاريخ ولادته غير معروف, له سبعة إخوة, وأخت واحدة. ذريته منتشرة بشكل كبير, تاريخ وفاته غير معروف, قبره في ميونغلنغ-غوغ (명릉곡 | 明陵谷).

## أسرته

### أقاربه
- الأب: يغجو ملك جوسون.
- الأم: الملكة جونغسغ من عشيرة يونغهنغ تشوي (정숙왕후 영흥최씨 | 貞淑王后 永興崔氏).
- الإخوة:
  - الأمير العظيم هامنيونغ, (함녕대군 | 咸寧大君), يي آن (이안 | 李安).
  - الأمير العظيم هامتشانغ, (함창대군 | 咸昌大君), يي جانغ (이장 | 李長).
  - الأمير العظيم هاموون, (함원대군 | 咸原大君), يي سونغ (이송 | 李松).
  - الملك العظيم دوجو, (도조대왕 | 度祖大王), يي تشن (이춘 | 李椿).
  - الأمير العظيم هامتشون, (함천대군 | 咸川大君), يي وون (이원 | 李源).
  - الأمير العظيم هامرينغ, (함릉대군 | 咸陵大君), يي غوتاي (이고태 | 李古泰).
  - الأمير العظيم هامسونغ, (함성대군 | 咸城大君), يي ينغ-غو (이응거 | 李應巨).
- الأخوات:
  - الأميرة آني, (안의공주 | 安懿公主), الأخت الوحيدة.

### العائلة
- الزوجة:
  - السيدة يونغوول بارك (영월박씨 | 寧越朴氏), ابنة بارك سون (박선 | 朴璿).
- الأبناء:
  - الأمير يونغتشانغ (영창군 | 靈昌君), إي يون (이연 | 李延), الابن الوحيد.
- حفيد:
  - الأمير ملانغ (밀랑군 | 密朗君) إي شِنُ (이신우 | 李神佑), الحفيد الوحيد.
- ابن حفيد:
  - الأمير هوابونغ (화봉군 | 華峯君) إي غيونغ (이경 | 李卿), ابن الحفيد الوحيد.
- حفيد حفيد:
  - زوجة الأمير هوابونغ أنجبت أربعة أبناء انتشرت ذريته منهم في جميع أنحاء كوريا.

### ذرية
- ساو (사우 | 士瑀), (ولد في 1595 ومات في ؟).
- غيونغتشُن (경춘 | 景春), (ولد في 1709 ومات في 1803).